# 공공의 적 2
"공공의 적 2"(영어: Another Public Enemy)는 2005년에 개봉한 대한민국의 영화이다. 감독은 강우석이 맡았으며, 설경구 등이 출연하였다.
주연은 설경구가 전편에 이어 강철중 역에 캐스팅되었으며, 악역 한상우 역은 정준호가 맡았다. 2편에서는 형사 '강철중'이 아닌 검사 '강철중'으로 직업은 바뀌었지만 검찰청 최고의 유능한 검사이자 삐딱이 검사, 이 사회에 "할 말 못하고 할 도리 못하면 검사질 안한다"는 배짱만큼은 강철중 모습 그대로이다.
전국관객 380만 명을 동원하여 흥행에 성공하였다. 시나리오 구성단계에서부터 제작까지 전과정에서 걸쳐 검찰의 적극적인 지원을 받았다. 제작이후 대검찰청에서 시사회를 하였고, 검사의 업무를 역대 영화중 가장 사실성 높게 잘 묘사했다는 평가를 받았다. 검찰측 실제모델은 김희준 검사로 알려져 있다. 시나리오 구성단계에서 김희재 작가는 서울중앙지검 강력부 검사출신인 김희준 검사의 전폭적인 협조를 받았다. 김희재 작가는 한국영화 사상 최초로 1,000만 관객을 돌파한 "실미도"의 시나리오 작가이다. 김희재 작가는 김희준 검사가 수사했던 신문 스크랩 철과 수차례의 면담 등을 통하여 시나리오를 완성하였다. 처음에는 김희준 검사가 광주지검 강력부 근무시절 최초로 발견해낸 '물뽕(GHB)'을 소재로 하였으나 보다 강력한 공공의 적을 만들기 위하여 여러차례 수정을 거쳐 최종본이 완성되었다.
설경구는 연기의 사실성을 높이기 위해 김희준 검사와 수차례 만나서 검사로서의 감을 높여갔다고 한다. 이러한 이유로 김희재 작가는 시나리오상 최초의 주인공 이름은 '김준'으로 정하기도 하였다. 강우석 감독은 촬영중 의문사항이 있으면 수시로 김희준 검사에게 전화를 하는 등 자문을 구하여 사실성을 높였다고 한다. 강우석 감독은 이러한 공로를 인정하여 김희준 검사를 엔딩크레딧에 올렸다.

## 줄거리
서울지검 강력부 설경구 검사 강철중은 특별한 존재이다. 그는 파일을 읽기보다 직접 범죄 현장에 가는 것을 선호하고, 논리와 이성보다는 직감과 배짱을, 부하들이 범인에게 칼에 찔리는 것을 지켜보기보다는 무력을 사용하는 것을 선호한다. 그리고 이제 다시 한번, 그는 특정 사건에 대한 직감을 얻었고, 지체 없이 명선 재단 사건에 개입하며, 정준호가 연기한 공공의 적 한상우에게 전쟁을 선포한다.

## 캐스팅
(†) 표시는 영화 상에서 최종적으로 사망한 인물이다.

### 주요 인물
- 강철중: 이승진→문준호→정호진→설경구 - 본작의 주인공. 서울강동경찰서 강력2반이자 부패형사 및 대검찰청 검사
- 한상우(†): 장한→정준호 - 본작의 만악의 근원이자 최종 보스. 마지막에는 검찰청에서 부장검사에게 부총재와 둘이 조사를 받은 후 푸른색 죄수복을 입다가 구속되고 부총재와 같이 검찰버스에 오른 후 구치소로 가게 되었음→사형선고를 받아 사형을 당해서 사망한다.

### 주변 인물
- 김신일: 강신일 - 부장검사
- 부총재: 박근형 - 마지막 영화촬영에서 검찰청 앞에서 기자회견을 가진 후 검찰청에 들어가 한상우와 둘이 부장검사에게 조사를 받다가 검찰버스에 타게 되고 구치소로 떠남.
- 안효준: 변희봉
- 조인수: 임승대
- 강석신(†): 박상욱 - 철중의 차를 빌려타다가 그만 교통사고를 당해 사망.(하차)
- 송정훈: 엄태웅 - 본작의 서브 빌런 및 중간 보스. 밤에 오토바이 폭주족을 시켜 교통사고를 내서 사람을 숨지게 한 이후로 오토바이 폭주족의 대답으로 그만 검찰청수사관들에 의해 검찰에 잡혀서 끌려가게 되지만 검찰청에서 조인수(임승대 분)검사한테 조사를 받고 혼이 나지만 처벌을 달게 받겠다고 구속 당하게 되고 자백까지 받음.
- 박 계장: 정규수 - 강철중 검사에게 한상우를 의심하게 됨.

### 단역 인물
| - 지검장: 박웅 - 박 차장: 송용태 - 신 부장: 박용수 - 강력부 김 계장: 장대윤 - 강력부 최 계장: 최영 - 무술 수사요원: 김기환, 육양원 - 강력부 이 검사: 이종문 - 강력부 한 검사: 한재준 - 강력부 최 검사: 최영록 - 강력부 여직원: 정선아 - 조 검사 여직원: 노정아 - 부장검사 비서: 신소윤 - 지검장 비서: 이연선 - 조 검사 남직원: 강경덕 - 형사부 조 검사: 조재용 - 형사부 남 검사: 남성훈 - 형사부 윤 검사: 윤성원 - 형사부 최 검사: 최창석 - 김상면 검사: 권태원 - 반장: 방길승 - 최 형사: 최수영 - 오 형사: 변경수 - 수술실 앞 형사: 이경근 - 석신 처: 민영 - 석신 처제: 이채은 - 옆차 여자: 노은미 - 초등학교 여선생: 박지연 - 중학생 주먹짱: 안은성 - 고등학교 교장: 원근희 - 고등학교 교감: 최효상 - 고등학교 학생주임 (김 선생): 박용기 - 고등학교 친구: 김창환 - 검사장: 최용민 | - 전직 백 검사: 이승철 - 전직 강 검사: 강승원 - 박 의원: 김원배 - 김 의원: 최정우 - 한상준: 박태수 - 한인국: 김수웅 - 방현주: 박승태 - 환경 미화원: 최연식 - 안수: 이문식 - 용만: 유해진 - PDA파 최영섭: 최낙희 - PDA파 강동일: 김대호 - PDA파 김이석: 김태수 - 안테나: 전일범 - 광진: 김기범 - 서식: 김강일 - 폭주족 리더: 김태환 - 밤에 송정훈의 사주를 받고 철중이 빌린 차를 보고 오토바이를 타다가 연장을 들어서 교통사고로 사람을 숨지게 함. 그만 강철중 검사에게 걸려 오토바이를 타다가 그만 그물에 걸려 넘어진 후 강철중(설경구 분)에게 검찰청에 끌려와 거짓말을 해서 철중에게 혼이 나고 말았고 송정훈을 의심하게 됨. - 취조받는 조폭: 전정훈 - 동창회장: 남문철 - 재즈 가수: 윤희정 - 파티 여: 이재빈 - 파티 남: 이성원, 강병식, 송영규, 서진욱 - 밴드 피아노: 홍지연 - 베이스: 서영민 - 섹소폰: 김병일, 이경구 - 트럼본: 이종성 - 드럼: 신동영 - 후원회 사회자: 하성용 - 한상준 비서: 신우철 - 의사: 전재홍 - 간호사: 이지해, 최수경, 전미애, 김혜화, 이미도 |

## 제작진
| - 감독: 강우석 - 조감독: 백상열, 심혁 - 연출부: 백성기, 박상민, 김석훈 - 스크립터: 조은진 - 각본: 김희재 - 배급자: 김동현, 김재민 - 촬영: 김성복 - 촬영팀: 김송민, 김종선, 이정환, 김정길, 황국현 - 조명: 신학성 - 조명부: 이동규, 김연주, 전병윤, 현영삼, 이은기, 이주한, 김래혁 - 스틸: 류정호, 김민기, 노주한 (ONE&1) - 프로듀서: 정선영 - 제작실장: 윤종호 - 제작팀: 석재승, 고두현, 한재훈, 안성현 - 제작관리: 최선희, 이성진 - 제작회계: 조은아 - 동시녹음: 김원용 - 음향: 블루캡 - 음악: 한재권 - 편집: 고임표 - 미술: 조성원, 이요한, (주)아트서비스 - 세트: (주)아트서비스 - 특수분장: 신재호 (메이지) - 특수효과: 정도안, 이희경 - 시각효과: DTI - 현장편집: 김상진 | - 무술감독: 정두홍, 유상섭 - 메이킹: 조용관, 유정규 - 현상: 세방현상소 - 텔레시네: HFR 헐리우드 필름레코더 - B카메라: 김용흥 - B카메라팀: 이춘희, 강상모, 이상윤 - 미술/소품팀: 이태훈, 오선호, 전준현, 윤정욱, 김잔디, 한정근 - 의상팀: 정아연, 이수아, 윤세연 - 분장팀: 임경선, 손영주, 전미애 - 붐오퍼레이터: 선훈 - 동시녹음팀: 배정률, 안병우, 진동훈 - 예고편: 남화정 - 홈페이지: 클럽시네마 - 포스터: 오형근 - 검찰자문: 김희준, Scan - 레코딩: 투엘필름 - 스테디캠: 김석진 - 지미짚: 신진우 - 카메라: 신영필름 - 스퀴즈 옵티칼: IMEGICA - 필름공급: 홍성곤 - 운송: 정진우, 이상인 - 캐스팅지원: 양창용 - 마케팅관리: 이재진 - 광고디자인: 그림커뮤니케이션 - 카피: 정승혜 - 온라인마케팅: 모비존 |

## 같이 보기
- 한국 영화